# Maria Rybarczyk
Maria Rybarczyk (ur. 20 stycznia 1955 w Poznaniu) – polska aktorka.

## Życiorys
W 1978 roku ukończyła studia w PWST w Krakowie. Pracuje w Teatrze Nowym w Poznaniu. W styczniu 2013 roku odznaczona medalem „Zasłużony dla Kultury Polskiej”.

### Życie prywatne
Była żona aktora Witolda Dębickiego, związana z Mackiem Rakowskim, trenerem.

## Filmografia
- 1976: Próba ciśnienia, jako Joanna, siostra Andrzeja
- 1991: Dziecko szczęścia
- 1992: Wielka wsypa, jako żona Władka, brata Jarka Bronko vel Branickiego
- 2002–2007: Samo życie, jako Amelia Fabisiak
- 2003: Wieczór trzeciego króla, jako mama Hani
- 2004: Czwarta władza
- 2004: Na dobre i na złe jako Eliza, siostra Katarzyny Jaskólskiej (odc. 198, 199)
- 2006: Oficerowie jako Krystyna Szymczyszyn, matka Ali
- 2007: Twarzą w twarz, jako Barbara Zimak
- 2009–2018: M jak miłość, jako Wanda Budzyńska, matka Andrzeja
- 2010: Chichot losu, jako Julia Kujawska, matka Marcina (odc. 12)
- 2011–2012: Pierwsza miłość, jako Krystyna Borucka
- 2012: Czas honoru, jako mieszkanka kamienicy, w której spał Romek Sajkowski (odc. 55)
- 2012: Ostra randka, jako szefowa recepcji
- 2013: Na Wspólnej, jako koleżanka Basi
- 2014: Przyjaciółki, jako Marlena, właścicielka sklepu (odc. 31)
- 2014–2015: Na dobre i na złe, jako Maryla, matka Beaty (odc. 572 i 597)
- 2017: Komisarz Alex, jako matka Patryka (odc. 116)

## Wybrane role teatralne
- 2003: Król Ryszard III
- 2005: Namiętność
- 2005: Ożenek
- 2006: Wujaszek Wania
- 2007: Hamlet
- 2008: Pamięć wody
- 2009: Udając ofiarę
- 2010: Mary Stuart
- 2011: Biały szejk
- 2012: PEEPshow
- 2012: Dyskretny urok burżuazji
- 2013: Wnętrza
- 2013: Lekcja
- 2013: Mister Barańczak
- 2014: Dziady